# Can Cavaller (Callús)
Can Cavaller (o Cal Cavaller) és un nucli de població de Callús (Bages) de 39 habitants (2018), i antiga colònia tèxtil, a l'esquerra del Cardener, fundada el 1882.
Tot i que hi ha un grup de cases conegut com la colònia de cal Cavaller, en realitat els habitatges eren independents de la propietat de la fàbrica, malgrat que eren ocupats majoritàriament pels treballadors de l'empresa. Jordi Clua la classifica com a colònia industrial de morfologia bàsica, no obstant això Rosa Serra no la inclou en la llista de colònies tèxtils, i, per tant, s'hauria de considerar una fàbrica de riu. En l'actualitat s'hi ha desenvolupat un polígon industrial, ubicat just a l'accés de la carretera C-55.

## Història
El mas Riera o Cavallé era propietat de Josep M. Despujol Ricart, marquès de Palmerola i antic senyor de Callús, la família del qual el tenia almenys d'ençà el segle xvii. El riu Cardener creuava el mas de nord a sud i ja hi havia construït un molí conegut com a Can Pei. El 21 de gener de 1878, el Govern Civil ratificava l'autorització per utilitzar les aigües en tot el perímetre de l'heretat, cal suposar que s'havia sol·licitat per construir una fàbrica tèxtil.
L'any 1882, es construïa la fàbrica de can Cavaller, al costat de l'antic molí de Cal Pei, amb l'objectiu d'arrendar-la a altres fabricants. El primer arrendatari fou P. Cortils, amb una filatura de 8.000 fusos. El 1905, Fermí Roca Coma, fabricant de Manresa, arrendava per a Roca i Cia «la casa fabrica nueva o la mas recientemente construïda de las dos que existen en la heredad Riera» per tres anys i 12.000 pessetes I'any. El propietari s'obligava a instal·lar una màquina de vapor. El 26 de març de 1906, la fàbrica era arrendada a Portabella i Perera, representats per Josep Portabella i Cots de Barcelona, però procedents de Manresa, i Joaquim Portabella Perera, per cinc anys i 18.000 pessetes anuals. L'any 1923, s'hi va instal·lar Joan Pujols, fabricant que provenia de la conca del Ter, com a arrendatari de la fàbrica Nova. El 16 de gener de 1930, els Despujol van vendre la fàbrica als germans Ferrer de Callús. Es té constància que a la dècada del 1950 hi havia una plantilla de 200 treballadors. La companyia Compte i Viladomat fou la darrera a operar-hi, ja que la fàbrica es tancà l'any 1979.